# Adrian Smith
Adrian Frederick "H" Smith (født 27. februar 1957 i Hackney, England) er en guitarist, sangskriver og backing vocalist i heavy metalbandet Iron Maiden som han sluttede sig til i 1980. Han var således ikke med på bandets første album, Iron Maiden, men optrådte for første gang på albummet Killers som blev udgivet i 1981. I 1990 forlod han Iron Maiden, hvorefter guitaristen Janick Gers erstattede ham fra og med albummet No Prayer For The Dying til Virtual XI (1996). Adrian Smith spillede på nogle af Bruce Dickinsons soloalbum i 90'erne, og han kan blandt andet ses i musikvideoen til Dickinsons sang "Man of Sorrows" fra 1997. I 1999 vendte Adrian Smith og Dickinson tilbage til Iron Maiden, hvorefter de begge optrådte på albummet Brave New World (2000) efter 7-9 års pause fra bandet.   
Adrian Smiths sidste albumoptræden med Iron Maiden inden adskillelsen var på albummet Seventh Son of a Seventh Son (1988), mens Bruce Dickinsons sidste optræden inden han forlod bandet for at fokusere på sin solokarriere, var på albummet Fear of the Dark fra 1992.
I 1999 bekendtgjorde Iron Maiden genforeningen med den tidligere sanger Bruce Dickinson og tidligere guitarist Adrian Smith. Janick Gers fortsatte også i bandet, så Iron Maiden nu havde tre guitarister – noget som er temmelig usædvanligt for bands.   

## Diskografi
- Killers (1981)
- The Number of the Beast (1982)
- Piece of Mind (1983)
- Powerslave (1984)
- Live After Death (1985)
- Somewhere in Time (1986)
- Seventh Son of a Seventh Son (1988)
- Brave New World (2000)
- Rock in Rio (2002)
- Dance of Death (2003)
- Death on the Road (2005)
- A Matter of Life and Death (2006)
- The Final Frontier (2010)
- The Book of Souls (2015)

### Psycho Motel
- State of Mind (1996)
- Welcome to the World (1997)